# Dzuo Čjuming
Dzuo Čjuming (kitajsko 左丘明, Wade-Giles Tso Ch'iuming) je bil kitajski zgodovinar in Konfucijev sodobnik, * 556 pr. n. št., † 451 pr. n. št. ali  * 502 pr. n. št., † 422 pr. n. št.
Živel je v državi Lu kot državni uradnik v obdobju pomladi in jeseni kitajske zgodovine. Bil je zgodovinar, pisec, mislec in esejist.  
Dzuo Čjumingu se pripisuje avtorstvo vplivne zgodovinske pripovedi Dzuo Džuan (Dzzuojev komentar) in razprave Guoju (Razprava o državah). Zapisi velikega zgodovinarja trdijo, da je bil slep.
Konfucij v svojih Izrekih hvali Dzuo Čjumingovo moralno držo in ravnanje in njegove akademske prispevke. 

## Knjižna dela

### Dzuo Džuan
Dzuo Džuan je najzgodnejša podrobna in živo pripovedovana kronološka zgodovina Kitajske. Hkrati je tudi zgodovinska pripoved z visoko literarno vrednostjo.

### Guoju
Sima Čjan je prvi predlagal, da je Dzuo Čjuming avtor Guojuja.  Avtorstvo mu je pripisal tudi učenjak Jan Šigu iz dinastije Tang v komentarju Knjige Hana. Nekaj kasnejših učenjakov je podvomilo v njegovo avtorstvo in imelo o avtorstvu različna mnenja. Prvi, ki je podvomil, je bil Fu Šuan.

## Zgodovinske ocene
Juedženg Dzičun, učenec Konfucijevega učenca Dzengdzija, je hvalil Dzuo Čjuminga kot gospoda, zato ga je z naslovom "gospod Luja" počastil tudi Sima Čjan.
Dzuo Čjuming velja za "prednika starodavne kitajske književnosti" (百家文字之宗、万世古文之祖).